# Micreumenes perversus
Micreumenes perversus är en stekelart som beskrevs av Giordani Soika 1989. Micreumenes perversus ingår i släktet Micreumenes och familjen Eumenidae. Inga underarter finns listade i Catalogue of Life.